# Епархия Сегермы
Епархия Сегермы (лат. Dioecesis Segermitana) — титулярная епархия Римско-Католической церкви.

## История
Античный город Сегерма находился в римской провинции Африка. Сегодня этот город идентифицируется с археологическими раскопками «Henchir-El-Arat», находящимися на территории современного Туниса. До VII века город Сегерма был центром одноимённой христианской епархии.
С 1966 года епархия Сегермы является титулярной епархией Римско-Католической церкви.

## Епископы
- епископ Никодим (упоминается в 255 году);
- епископ Фелиций (упоминается в 411 году);
- епископ Реститут (упоминается в 411 году) — последователь донатизма;
- епископ Реститут (упоминается в 484 году);
- епископ Фелиций (упоминается в 641 году).

## Титулярные епископы
- епископ Luigi Rovigatti (23.05.1966 — 10.02.1973);
- епископ Jean-Lucien-Marie-Joseph Cadilhac (5.09.1973 — 16.03.1978) — назначен епископом Нима;
- епископ Ренато Раффаэле Мартино (14.09.1980 — 21.10.2003) — выбран кардиналом;
- епископ Йозеф Клеменс (25.11.2003 — по настоящее время).

## Источник
- Annuario Pontificio, Libreria Editrice Vaticana, Città del Vaticano, 2003, стр. 913, ISBN 88-209-7422-3
- Pius Bonifacius Gams, Series episcoporum Ecclesiae Catholicae, Leipzig 1931, стр. 468  (лат.)
- Stefano Antonio Morcelli, Africa christiana, Volume I, Brescia 1816, стр. 272—273  (лат.)